# Annelies Holthof
Annelies Holthof (16 februari 1993) is een Belgische bobsleester. 

## Bobsleeën
Ze startte haar carrière als atlete, en kwam in haar jeugdjaren uit voor de Olse Atletiek Club uit Merksem.
Holthof is als remster in een tweemansbob actief in de internationale bobsleesport sinds 2013. Initieel was ze in de Belgian Bullets actief met pilote An Vannieuwenhuyse. Holthof was als reserveremster mee naar de Olympische Winterspelen van 2014 te Sotsji, waar het Belgian Bullets team van Elfje Willemsen en Hanna Mariën op de zesde plaats eindigden. Toen Mariën zich na de Olympische Spelen in 2014 terugtrok, werd zij de vaste remster van het eerste Belgische team.
Op 9 en 16 januari 2015 behaalde ze samen met pilote Elfje Willemsen in twee opeenvolgende wereldbekerwedstrijden van het Wereldbeker bobsleeën 2014/2015 zilver, namelijk in Altenberg en Königssee, goed voor een tweede plaats voor de Belgian Bullets in de landenrangschikking na Duitsland. In februari van datzelfde jaar kreeg Holthof te horen dat ze niet mocht deelnemen aan het Wereldkampioenschap. Tijdens een pushtest bleek Sophie Vercruyssen fitter en bijgevolg verdedigde zij samen met stuurvrouw Elfje Willemsen België op het toernooi.
Ze woont in Ekeren.

## Palmares
- winter 2014-2015: Bobsleeën Wereldbekerwedstrijden. Beste resultaat: 2de plaatsen in Altenberg en Königssee